# Silnice II/277
Silnice II/277 je silnice II. třídy, která vede z Mnichova Hradiště do Českého Dubu. Je dlouhá 19,6 km. Prochází dvěma kraji a dvěma okresy.

## Vedení silnice

### Středočeský kraj, okres Mladá Boleslav
- Mnichovo Hradiště (křiž. II/610, III/26813, III/26815)
- Hněvousice (křiž. III/26813)
- Mohelnice nad Jizerou (křiž. III/2771, III/2791)
- Podhora (křiž. III/2773)
- Chocnějovice (křiž. III/3775)
- Buřínsko 2.díl

### Liberecký kraj, okres Liberec
- Chlístov (křiž. III/2779)
- Podhora (křiž. II/279)
- Janovice
- Libíč (křiž. III/27710, III/27715)
- Bohumileč
- Loukovičky
- Český Dub (křiž. II/278, III/27716)